# Philippine Tackle Football League 2015
La Philippine Tackle Football League 2015 è stata la 6ª edizione del campionato filippino di football americano di primo livello, organizzato dalla ATFFP.

## Squadre partecipanti
| Club             | Città  | Stadio | Sponsor ufficiale | Risultato nella stagione 2014 |
| ---------------- | ------ | ------ | ----------------- | ----------------------------- |
| Manila Renegades | Manila |        |                   |                               |
| Manila Knights   | Manila |        |                   |                               |
| Manila Wolves    | Manila |        |                   |                               |
| Manila Vanguards | Manila |        |                   |                               |
| Manila Bandits   | Manila |        |                   |                               |

## Stagione regolare

### Calendario

#### 1ª giornata
| 5 settembre 2015 | Manila Bandits | 58 – 0 | Manila Knights |  |

| 5 settembre 2015 | Manila Renegades | 6 – 61 | Manila Wolves |  |

| 5 settembre 2015 | Tigers | 30 – 6 | Manila Vanguards |  |

#### 2ª giornata
| 12 settembre 2015 | Manila Knights | 6 – 14 | Manila Renegades |  |

| 12 settembre 2015 | Tigers | 0 – 22 | Manila Bandits |  |

| 12 settembre 2015 | Manila Wolves | 77 – 0 | Manila Vanguards |  |

#### 3ª giornata
| 26 settembre 2015 | Manila Bandits | 42 – 0 | Manila Renegades |  |

| 26 settembre 2015 | Manila Knights | 12 – 38 | Manila Vanguards |  |

#### 4ª giornata
| 3 ottobre 2015 | Manila Bandits | 41 – 0 | Manila Vanguards |  |

| 3 ottobre 2015 | Manila Wolves | 77 – 0 | Manila Knights |  |

#### 5ª giornata
| 17 ottobre 2015 | Manila Wolves | 3 – 0 | Manila Bandits |  |

| 17 ottobre 2015 | Manila Vanguards | 26 – 6 | Manila Renegades |  |

#### 6ª giornata
| 24 ottobre 2015 | Manila Knights | 0 – 86 | Manila Bandits |  |

| 24 ottobre 2015 | Manila Wolves | 95 – 0 | Manila Renegades |  |

#### 7ª giornata
| 28 novembre 2015 | Manila Vanguards | 6 – 49 | Manila Wolves |  |

#### 8ª giornata
| 5 dicembre 2015 | Manila Bandits | 0 – 0 | Manila Renegades |  |

| 5 dicembre 2015 | Manila Vanguards | 0 – 0 | Manila Knights |  |

### Classifica
La classifica della regular season è la seguente:
- PCT = percentuale di vittorie, G = partite giocate, V = partite vinte,  P = partite perse, PF = punti fatti, PS = punti subiti

| Pos. | Squadra          | PCT   | G | V | N | P | PF  | PS  |
| ---- | ---------------- | ----- | - | - | - | - | --- | --- |
| 1    | Manila Wolves    | 1.000 | 6 | 6 | 0 | 0 | 362 | 12  |
| 2    | Manila Bandits   | .750  | 6 | 4 | 1 | 1 | 227 | 3   |
| 3    | Manila Vanguards | .417  | 6 | 2 | 1 | 3 | 70  | 185 |
| 4    | Manila Renegades | .250  | 6 | 1 | 1 | 4 | 26  | 230 |
| 5    | Manila Knights   | .083  | 6 | 0 | 1 | 5 | 18  | 273 |

## Super Bowl I
| 13 dicembre 2015 | Manila Wolves | 30 – 12 | Manila Bandits |  |

## Verdetti
- Manila Wolves Campioni della Filippine 2015